# جایزه روبان آبی برای بهترین هنرپیشه زن
جایزه روبان آبی برای بهترین هنرپیشه زن (انگلیسی: Blue Ribbon Awards for Best Actress)

## فهرست برندگان
| شماره. | سال  | دریافت کننده      | فیلم                                                              |
| ------ | ---- | ----------------- | ----------------------------------------------------------------- |
| ۱      | ۱۹۵۰ | چیکاگه آواشیما    | Crazy Uproar                                                      |
| ۲      | ۱۹۵۱ | ستسوکو هارا       | ضیافت (فیلم ۱۹۵۱) اوایل تابستان                                   |
| ۳      | ۱۹۵۲ | ایسوزو یامادا     | The Moderns Hakone Fūunroku                                       |
| ۴      | ۱۹۵۳ | نوبوکو اوتاوا     | Yokubo Epitome Life of a Woman                                    |
| ۵      | ۱۹۵۴ | هیدکو تاکامینه    | بیست و چهار چشم The Garden of Women Somewhere Under the Broad Sky |
| ۶      | ۱۹۵۵ | چیکاگه آواشیما    | Sweet Beans for Two                                               |
| ۷      | ۱۹۵۶ | Isuzu Yamada      | Boshizō Neko to Shōzō to Futari no Onna Nagareru                  |
| ۸      | ۱۹۵۷ | یوکو موچیزوکی     | Unagitori برنج (فیلم ۱۹۵۷)                                        |
| ۹      | ۱۹۵۸ | فوجیکو یاماموتو   | The Snowy Heron گل بهاری                                          |
| ۱۰     | ۱۹۵۹ | تانیه کیتابایاشی  | کیکو تو ایسامو                                                    |
| ۱۱     | ۱۹۶۰ | کیکو کیشی         | برادر او                                                          |
| ۱۲     | ۱۹۶۱ | آیاکو واکائو      | A Wife Confesses Onna wa nido umareru The Age of Marriage         |
| ۱۳     | ۱۹۶۲ | سایوری یوشیناگا   | شهر کارخانه ذوب فلز                                               |
| ۱۴     | ۱۹۶۳ | ساچیکو هیداری     | زن حشره‌ای Kanojo to kare                                          |
| ۱۵     | ۱۹۶۴ | شیما ایواشیتا     | The Scarlet Camellia                                              |
| ۱۶     | ۱۹۶۵ | Ayako Wakao       | Seisaku's Wife Nami kage                                          |
| ۱۷     | ۱۹۶۶ | یوکو تسوکاسا      | The River Kino                                                    |
| ۱۸     | ۱۹۷۵ | روریکو آسائوکا    | Tora-san's Rise and Fall                                          |
| ۱۹     | ۱۹۷۶ | کومیکو آکیوشی     | Brother and Sister Saraba natsuno hikariyo                        |
| ۲۰     | ۱۹۷۷ | Shima Iwashita    | Ballad of Orin                                                    |
| ۲۱     | ۱۹۷۸ | میکو کاجی         | The Love Suicides at Sonezaki                                     |
| ۲۲     | ۱۹۷۹ | کائوری موموئی     | No More Easy Life Heaven Sent                                     |
| ۲۳     | ۱۹۸۰ | یوکیو توآکه       | Furueru Shita                                                     |
| ۲۴     | ۱۹۸۱ | کیکو ماتسوزاکا    | The Gate of Youth Tora-san's Love in Osaka                        |
| ۲۵     | ۱۹۸۲ | ماساکو ناتسومه    | Onimasa                                                           |
| ۲۶     | ۱۹۸۳ | یوکو تاناکا       | Crossing Mt. Amagi                                                |
| ۲۷     | ۱۹۸۴ | هیروکو یاکوشیمارو | W's Tragedy                                                       |
| ۲۸     | ۱۹۸۵ | Yukiyo Toake      | غروب خاکستری                                                      |
| ۲۹     | ۱۹۸۶ | آیومی ایشیدا      | خانه در آتش (فیلم) Tokei – Adieu l'hiver                          |
| ۳۰     | ۱۹۸۷ | یوشیکو میتا       | Wakarenu riyû                                                     |
| ۳۱     | ۱۹۸۸ | کائوری موموئی     | The Yen Family Love Bites Back Tomorrow - ashita                  |
| ۳۲     | ۱۹۸۹ | یوشیکو تاناکا     | باران سیاه (فیلم ژاپنی)                                           |
| ۳۳     | ۱۹۹۰ | Keiko Matsuzaka   | نیش مرگ                                                           |
| ۳۴     | ۱۹۹۱ | یوکی کودو         | War and Youth                                                     |
| ۳۵     | ۱۹۹۲ | Yoshiko Mita      | Faraway Sunset                                                    |
| ۳۶     | ۱۹۹۳ | روبی مورنو        | All Under the Moon                                                |
| ۳۷     | ۱۹۹۴ | ساکی تاکائوکا     | تاج خیانت                                                         |
| ۳۸     | ۱۹۹۵ | میهو ناکایاما     | نامه عاشقانه (فیلم ۱۹۹۵)                                          |
| ۳۹     | ۱۹۹۶ | میکو هارادا       | Village of Dreams                                                 |
| ۴۰     | ۱۹۹۷ | Kaori Momoi       | Tokyo Lullaby                                                     |
| ۴۱     | ۱۹۹۸ | Mieko Harada      | گدایی عشق                                                         |
| ۴۲     | ۱۹۹۹ | کیوکا سوزوکی      | Keiho                                                             |
| ۴۳     | ۲۰۰۰ | Sayuri Yoshinaga  | Nagasaki burabura bushi                                           |
| ۴۴     | ۲۰۰۱ | یوکی آمامی        | Inugami Rendan Sekai no Chushin de Ai o Sakebu                    |
| ۴۵     | ۲۰۰۲ | ریکو کاتاوکا      | Hush!                                                             |
| ۴۶     | ۲۰۰۳ | شینوبو تراجیما    | Vibrator Akame 48 Waterfalls                                      |
| ۴۷     | ۲۰۰۴ | ری میازاوا        | The Face of Jizo                                                  |
| ۴۸     | ۲۰۰۵ | کیوکو کویزومی     | Hanging Garden                                                    |
| ۴۹     | ۲۰۰۶ | یو آئویی          | دختران رقاص هولا Honey and Clover                                 |
| ۵۰     | ۲۰۰۷ | کومیکو آسو        | Town of Evening Calm، Country of Cherry Blossoms                  |
| ۵۱     | ۲۰۰۸ | تائه کیمورا       | همه اطراف ما                                                      |
| ۵۲     | ۲۰۰۹ | هاروکا آیاسه      | Oppai Volleyball                                                  |
| ۵۳     | ۲۰۱۰ | Shinobu Terajima  | کرم پیله‌ساز (فیلم)                                                |
| ۵۴     | ۲۰۱۱ | هیرومو ناگاساگو   | تولد دوباره (فیلم)                                                |
| ۵۵     | ۲۰۱۲ | ساکورا آندو       | سرزمین ما                                                         |
| ۵۶     | ۲۰۱۳ | شیهوری کانجییا    | Angel Home                                                        |
| ۵۷     | ۲۰۱۴ | ساکورا آندو       | 0.5 mm ۱۰۰ ین عشق                                                 |
| ۵۸     | ۲۰۱۵ | کاسومی آریمورا    | Flying Colors Strobe Edge                                         |